# Ruth St. Denis
Ruth Saint Denis, abbreviato in Ruth St. Denis, (Newark, 20 gennaio 1879 – Hollywood, 21 luglio 1968), è stata una ballerina e coreografa statunitense.
Il suo vero nome era Ruthie Dennis. Fu una delle pioniere della danza moderna americana.

## Biografia

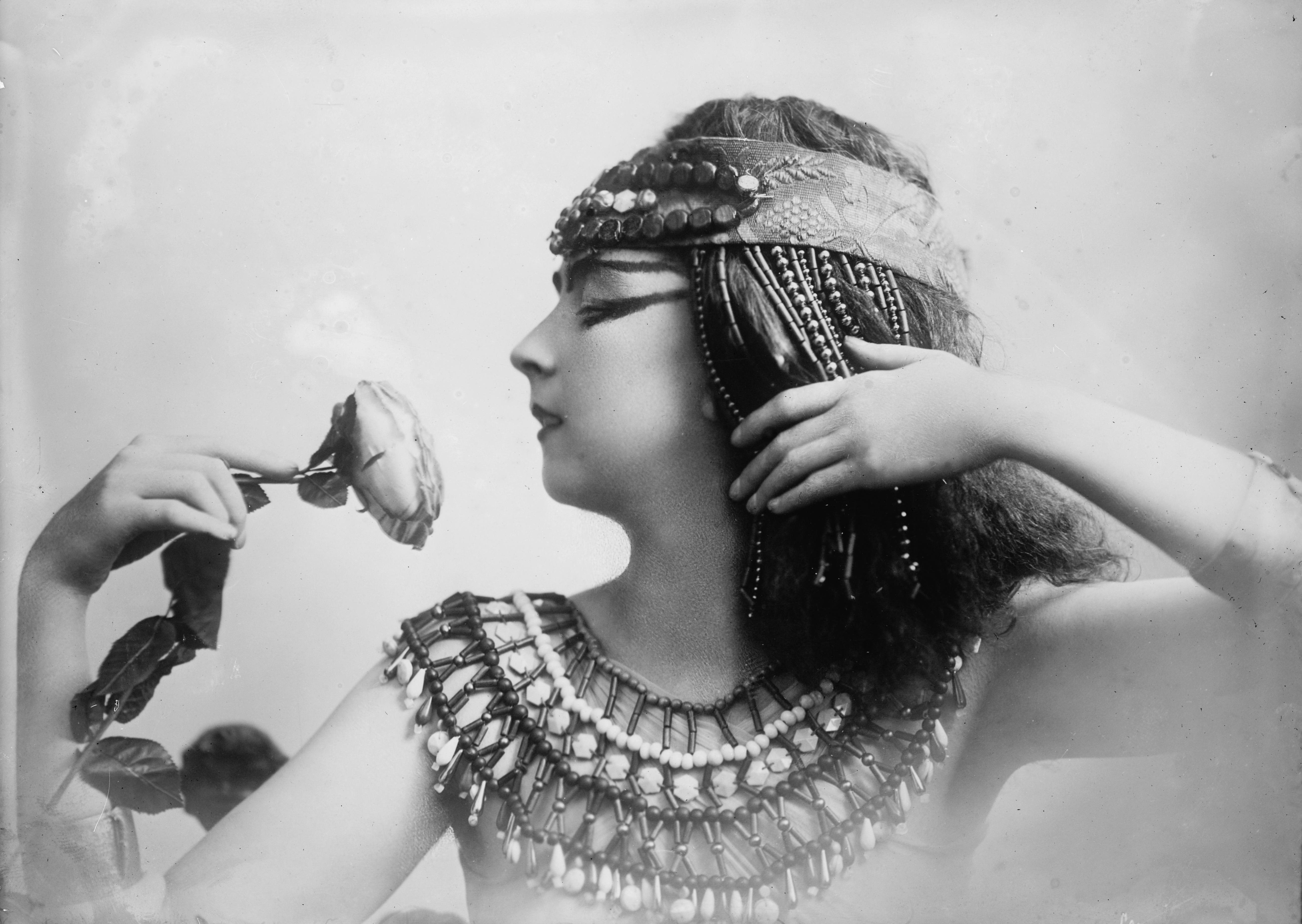
Ruth St. Denis nella sua coreografia Egypta (1910).

Avviata allo studio delle ginnastiche delsartiste in tenera età dalla madre, seguì le teorie di François Delsarte filtrate dal delsartismo americano e le lezioni di Maria Bonfanti, ballerina italiana della scuola di Carlo Blasis. Debuttò come ballerina acrobatica a quindici anni e poi si esibì in spettacoli di vaudeville fino a entrare nel 1892 nella compagnia teatrale del regista e produttore di Broadway David Belasco.
Durante una tournée di questa compagnia, in un drugstore di Buffalo rimase colpita da un manifesto di una pubblicità di sigarette che raffigurava la dea egiziana Iside, e iniziò a concepire una danza egiziana per la quale studiò approfonditamente alcuni testi. Ispirata dalle leggende dell'antico popolo egizio, nella sua mente prese forma un'idea di danza legata all'Oriente e al misticismo come punto di collegamento tra l'uomo e un mondo superiore.
Spinta dall'orientalista Edmond Russel, presentò alla Progressive Stage Society di New York l'idea di un balletto innovativo ispirato all'India. La società accettò e produsse una versione ridotta del dramma sanscrito Śakuntalā del poeta Kālidāsa con la St. Denis nel ruolo della ninfa Sānumatī, che andò in scena il 18 giugno 1905 al Madison Square Theatre.
Fu forse l'assolo di cui era protagonista nel Śakuntalā ad ispirarle la sua danza più famosa, Rādhā, nel quale sono evidenti le influenze della cultura indiana e che Ruth presentò al New York Theatre la sera del 28 gennaio 1906. Rādhā non fu la sola dea che Ruth interpretò: sempre più convinta del contatto tra umano e divino nella danza, concepì coreografie sempre più mistiche ed orientaleggianti, che davano ampio spazio all'elemento visivo.
Iniziata con successo la carriera da solista, fece numerose tournée in Europa e nel 1914 sposò il danzatore Ted Shawn, con il quale nel 1915 fondò a Los Angeles la compagnia Denishawn Dancers il cui nome nacque dalla fusione dei loro cognomi. Ben presto alla compagnia hanno affiancato una scuola di danza, la Denishawn School. Celebri allieve di questa scuola furono Martha Graham e Doris Humphrey, considerate le vere fondatrici della danza moderna americana. Nel 1921 Shawn ha aperto una filiale della scuola a New York col nome di Eastern Denishawn. Profondamente attenta anche al rapporto tra musica e danza, negli anni '20 creò un metodo di composizione coreografica che chiamò Music Visualisation.
Nel 1931 la Denishawn (compagnia e scuola) si sciolse e la St. Denis fondò la Society of Spiritual Arts, con la quale si ripromise di promuovere la danza all'interno delle religioni. Nel 1933 scrisse un libro, mai pubblicato, dal titolo The Divine Dance, nel quale raccolse le sue idee sulla danza e la religione. Nel 1938, per la prima volta negli Stati Uniti, fondò un corso di danza all'Adelphi College di Brooklyn.

### Al cinema
Ruth St. Denis lavorò anche per il cinema. Era già apparsa sugli schermi nel 1894 in Ruth Dennis girato negli studi Black Maria, un breve cortometraggio che le era stato dedicato da William K.L. Dickson, regista di punta del primissimo cinema delle origini, un regista e inventore che lavorava per Edison. Negli anni dieci, collaborò con David Wark Griffith curando le coreografie per uno dei capolavori della storia del cinema muto, Intolerance (1916), per l'episodio ambientato a Babilonia. Nel 1915 aveva coreografato le danze di Rosie Dolly, una delle famose Dolly Sisters, la quale aveva il ruolo di una danzatrice esotica in Il giglio e la rosa, un film che aveva come protagonista Lillian Gish, sceneggiato da Griffith e diretto da Paul Powell.

## Filmografia
- Ruth Dennis, regia di William K.L. Dickson (1894)
- Il giglio e la rosa (The Lily and the Rose), regia di Paul Powell (1915) - danze per Rosie Dolly
- Intolerance, regia di David Wark Griffith (1916) - attrice e coreografa (non accreditata)
- Look Your Best, regia di Rupert Hughes (1923) - supervisore alle danze
- The Cheat, regia di George Abbott (1931) - coreografia (non accreditata)
- Kitty, regia di Mitchell Leisen (1945) - attrice (non accreditata)